# The Boss Baby: Family Business
The Boss Baby: Family Business (Nederlands: De Boss Baby: Familiezaken) is een Amerikaanse computeranimatiefilm uit 2021, geregisseerd door Tom McGrath en losjes gebaseerd op het prentenboek The Boss Baby uit 2010 en het vervolg The Bossier Baby uit 2016 van Marla Frazee. De film is het tweede deel in The Boss Baby-franchise en het vervolg op The Boss Baby uit 2017 en geproduceerd door DreamWorks Animation en gedistribueerd door Universal Pictures.

## Verhaal
Tim en zijn kleine broertje Ted (Boss Baby) zijn volwassen geworden en zijn uit elkaar gegroeid. Tim is nu getrouwd en vader en Ted is CEO van hedgefondsen. Maar een nieuwe Boss Baby staat op het punt ze weer bij elkaar te brengen.

## Stemverdeling
| Personage                  | Engelse stem      | Nederlandse stem |
| -------------------------- | ----------------- | ---------------- |
| Ted Templeton Jr.          | Alec Baldwin      | Guido Weijers    |
| Tim Templeton              | James Marsden     | Buddy Vedder     |
| Tina Templeton / Boss Baby | Amy Sedaris       | Elise Schaap     |
| Tabitha Templeton          | Ariana Greenblatt |                  |
| Carol Templeton            | Eva Longoria      | Anna Drijver     |
| Ted Templeton Sr.          | Jimmy Kimmel      |                  |
| Janice Templeton           | Lisa Kudrow       |                  |
| Dr. Erwin Armstrong        | Jeff Goldblum     | Hajo Bruins      |

## Productie
Op 25 mei 2017 kondigden Universal Pictures en DreamWorks Animation aan dat een vervolg zou worden uitgebracht op 26 maart 2021, waarbij Alec Baldwin zijn rol opnieuw zou spelen. Op 17 mei 2019 werd aangekondigd dat Tom McGrath terugkeert als regisseur en Jeff Hermann, wiens kredieten Bilby, Bird Karma en Marooned omvatten, Ramsey Ann Naito verving als producer. Op 17 september 2020 voegden Jeff Goldblum, Ariana Greenblatt, Eva Longoria, James Marsden en Amy Sedaris zich bij de cast, naast twee acteurs Jimmy Kimmel en Lisa Kudrow. Tijdens de COVID-19-pandemie werden delen van de productie op afstand gedaan.

### Filmmuziek
De componisten Hans Zimmer en Steve Mazzaro, die de soundtrack van de eerste film hebben gecomponeerd, keren terug voor het vervolg.

## Release
The Boss Baby: Family Business ging in première op 2 juli 2021 in de bioscoop in Noord-Amerika. De film was oorspronkelijk gepland voor een release op 26 maart 2021, maar werd uitgesteld tot 17 september 2021 vanwege de COVID-19-pandemie, voordat het werd verplaatst naar de huidige releasedatum.

## Ontvangst
Op Rotten Tomatoes heeft The Boss Baby: Family Business een waarde van 47% en een gemiddelde score van 5,40/10, gebaseerd op 83 recensies. Op Metacritic heeft de film een gemiddelde score van 40/100, gebaseerd op 16 recensies.